# نازار آلباریان

نازار سارگسی آلباریان (ارمنی: Նազար Սարգսի Ալբարյան؛ ۴ مهٔ ۱۹۴۳ در پارپی – مارس ۲۰۲۱ در ؟) کشتی‌گیر رشته آزاد وزن ۵۲ کیلوگرم اهل ارمنستان بود.
| بازی‌های کشتی آزاد بزرگسالان در مسابقات بین‌المللی | بازی‌های کشتی آزاد بزرگسالان در مسابقات بین‌المللی | بازی‌های کشتی آزاد بزرگسالان در مسابقات بین‌المللی | بازی‌های کشتی آزاد بزرگسالان در مسابقات بین‌المللی | بازی‌های کشتی آزاد بزرگسالان در مسابقات بین‌المللی | بازی‌های کشتی آزاد بزرگسالان در مسابقات بین‌المللی | بازی‌های کشتی آزاد بزرگسالان در مسابقات بین‌المللی |
| نتیجه                                            | رکورد                                            | حریف                                             | امتیاز                                           | تاریخ                                            | رویداد                                           | مکان                                             |
| بازی‌های المپیک تابستانی ۱۹۶۸ ۴ام در 52 ک‌گ        | بازی‌های المپیک تابستانی ۱۹۶۸ ۴ام در 52 ک‌گ        | بازی‌های المپیک تابستانی ۱۹۶۸ ۴ام در 52 ک‌گ        | بازی‌های المپیک تابستانی ۱۹۶۸ ۴ام در 52 ک‌گ        | بازی‌های المپیک تابستانی ۱۹۶۸ ۴ام در 52 ک‌گ        | بازی‌های المپیک تابستانی ۱۹۶۸ ۴ام در 52 ک‌گ        | بازی‌های المپیک تابستانی ۱۹۶۸ ۴ام در 52 ک‌گ        |
| ------------------------------------------------ | ------------------------------------------------ | ------------------------------------------------ | ------------------------------------------------ | ------------------------------------------------ | ------------------------------------------------ | ------------------------------------------------ |
| برد                                              |                                                  | en:Vincenzo Grassi                               | برد-باخت                                         | ۱۷ اکتبر ۱۹۶۸                                    | بازی‌های المپیک تابستانی ۱۹۶۸                     | مکزیکوسیتی                                       |
| باخت                                             |                                                  | en:Oh Jung-Yong                                  | باخت-برد                                         | ۱۷ اکتبر ۱۹۶۸                                    | بازی‌های المپیک تابستانی ۱۹۶۸                     | مکزیکوسیتی                                       |
| برد                                              |                                                  | en:Baju Baev                                     | برد–باخت                                         | ۱۷ اکتبر ۱۹۶۸                                    | بازی‌های المپیک تابستانی ۱۹۶۸                     | مکزیکوسیتی                                       |
| برد                                              |                                                  | en:John Kinsella                                 | برد–باخت                                         | ۱۷ اکتبر ۱۹۶۸                                    | بازی‌های المپیک تابستانی ۱۹۶۸                     | مکزیکوسیتی                                       |
| برد                                              |                                                  | en:Gheorghe Stoiciu                              | برد–باخت                                         |                                                  |                                                  |                                                  |
| قهرمانی جهان ۱۹۶۷ ۴ام در ۵۲ ک‌گ                   |                                                  |                                                  |                                                  |                                                  |                                                  |                                                  |
| برد                                              |                                                  |                                                  | ۹–۰                                              | ۱۲ نوامبر ۱۹۶۷                                   | قهرمانی جهان ۱۹۶۷                                | دهلی نو                                          |
| برد                                              |                                                  |                                                  | ۴–۲                                              | ۱۲ نوامبر ۱۹۶۷                                   | قهرمانی جهان ۱۹۶۷                                | دهلی نو                                          |
| برد                                              |                                                  |                                                  | ۶–۴                                              | ۱۲ نوامبر ۱۹۶۷                                   | قهرمانی جهان ۱۹۶۷                                | دهلی نو                                          |